# You're Ugly Too
You're Ugly Too è un film del 2015 diretto da Mark Noonan.

## Trama
Will riceve la condizionale dal carcere per prendersi cura di sua nipote Stacey, di 11 anni, rimasta orfana dopo la morte della madre vedova, la sorella di Will. Mentre si dirigono verso le Midlands irlandesi e cercano di essere una famiglia, incontrano una serie di ostacoli. Stacey viene respinta alla scuola locale perché soffre di narcolessia, una condizione che ha recentemente sviluppato. Will, che disobbedisce ripetutamente alle condizioni di libertà vigilata nei suoi disastrosi tentativi di essere una figura paterna responsabile, deve trovare un impiego e dimostrare di poter fornire un ambiente stabile per Stacey, prima che si decida ufficialmente se Stacey ritorni o meno nella lista di affidamento e se Will ritorni in prigione per completare la sua condanna.